# Psittacanthus antioquiensis
Psittacanthus antioquiensis är en tvåhjärtbladig växtart som beskrevs av Kuijt. Psittacanthus antioquiensis ingår i släktet Psittacanthus och familjen Loranthaceae. Inga underarter finns listade i Catalogue of Life.